# Старая Кукковка
Старая Ку́кковка (Ку́кковка-II) — район города Петрозаводска, расположенный в южной части города. Граничит с городскими районами Голиковка, Новая Кукковка, Южная Кукковка, Ключевая.

## Топоним
Первоначальное название району (посёлок Кукковка) дала гора Кукковка, на которой располагается район. По одной из версий, в названии закрепилось карельское слово kukko «петух». Этимология названия символически отражена в скульптуре «Кукковский петух» на улице Ровио. Возможно, слово «Кукковка» является переводом названия другого района города — Петушки.
Согласно другой версии, название района происходит от вепсского слова kuk «гора, холм, вершина горы». Кукковка является горой.
Слово «Старая» в топониме отражает время появления этой части Кукковки (по сравнению с районом Новая Кукковка). Во втором названии района (Кукковка-II) цифра «II» означает очерёдность планировавшегося строительства многоэтажных домов на Кукковке (предполагалось, что после окончания строительства Кукковки-I начнётся строительство Кукковки-II).

## Территориальное деление района
В состав района Старая Кукковка входит 1 жилой комплекс.
- Сосновка — жилой комплекс, расположенный в районе Сосновой улицы. Название происходит от Сосновой улицы.

## Улицы района

### Существующие улицы
- Улица Белинского
- Вытегорское шоссе
- Улица Глинки
- Гранитная улица
- Улица Ивана Земнухова
- Улица Ильича
- Улица Короленко
- Улица Котовского
- Переулок Котовского
- Ладвинский переулок
- Ладожская улица
- Улица Лермонтова
- Переулок Лермонтова
- Улица Ломоносова
- Лыжная улица
- Лыжный переулок
- Мончегорская улица
- Улица Некрасова
- Улица Олега Кошевого
- Улица Рылеева
- Переулок Рылеева
- Улица Серафимовича
- Переулок Серафимовича
- Переулок Фёдора Глинки
- Сосновая улица
- Проезд Тидена (также и на Южной Кукковке)
- Улица Ульяны Громовой
- Улица Чехова
- Шелтозерский переулок
- Улица Щербакова
- Переулок Щербакова

### Ликвидированные улицы
- Улица Сергея Тюленина
- Улица Строителей

## Основные учреждения и предприятия района

### Образование
- Институт экономики и права ПетрГУ — 8 учебный корпус ПетрГУ — улица Ломоносова, 65 (бывшая Банковская школа)

## Транспорт
Старую Кукковку обслуживает 3 автобусных маршрута: 
- № 2 «Кемская улица — Сулажгорская улица», связывает Старую Кукковку с Ключевой, Новой Кукковкой, Центром, Пятым поселком и Сулажгорой[2];
- № 16 «Улица Корабелов — Сулажгорская улица», связывает район с Ключевой, Голиковкой, Центром, Пятым поселком и Сулажгорой[3];
- № 25 «ТИЗ Усадьба — ДСК», связывает район с Голиковкой, Центром и Октябрьским[4].